# Rudolf Hegenscheidt
Rudolf Hegenscheidt (* 17. November 1859 in Gleiwitz; † 17. Februar 1908 in Breslau) war ein deutscher Eisenindustrieller.

## Leben und Beruf
Sein Vater war Carl August Wilhelm Hegenscheidt (1823–1891), der aus Altena nach Oberschlesien kam und 1852 die Draht-, Nagel- und Kettenfabrik in Gleiwitz gründete. Rudolf heiratete 1889 in Berlin Katharina, eine Nichte des preußischen Politikers Karl Rudolf Friedenthal (1827–1890). Er wurde zum Nachfolger des Vaters in Gleiwitz. Rudolf hatte drei Brüder: Wilhelm (1861–1895), Otto (1867–1933) und Friedrich Hegenscheidt (1870–1954).
Nach dem Besuch der Gewerbeschule in Gleiwitz volontierte er in Hagen, studierte dann seit 1891 die Hüttenkunde an der Technischen Hochschule in Aachen und wurde zum Leiter der Drahtwerke in Gleiwitz. Im Jahr 1887 wurde er zum Generaldirektor der gegründeten Oberschlesischen Eisenindustrie AG und übernahm 1889 dort die Abteilung Drahtwaren, die überwiegend die Hegenscheidtsche Drahtwerke in Gleiwitz umfasste. Nach Differenzen mit dem Miteigentümer Georg Caro schied er 1905 aus dem Konzern aus und wurde Generaldirektor der Oberschlesischen Eisenbedarf AG in der Friedenshütte bei Beuthen. Kurz danach wurde er Mitarbeiter, Leiter und später der Inhaber der Kohlenfirma Emanuel Friedländer und Co. in Berlin.
Es gelang ihm, einige Syndikate und Interessensgemeinschaften zu gründen, die für die Entwicklung der deutschen Wirtschaft bedeutend waren: die Gründung der Oberschlesischen Stahlwerksgesellschaft, die 1907 dem deutschen Stahlwerksverband beitrat, der Zusammenschluss der Oberschlesischen Hütten und die Verschmelzung der Friedenshütte mit den Hulschinskyschen Hüttenwerken in Gleiwitz sowie die Gründung der Kohleninteressensgemeinschaft zwischen Ballestrem, Schaffgotsch und der Friedensgrube. Er war seit 1886 Mitglied des Vereins Deutscher Ingenieure (VDI) und des Oberschlesischen Bezirksvereins des VDI.